# میوالادنیا
میوالادنیا (به لاتین: Miwaladeniya) یک منطقهٔ مسکونی در سری‌لانکا است که در استان مرکزی (سری‌لانکا) واقع شده‌است.